# Кожино (Бережанская волость)
Кожино — деревня в Бережанской волости Островского района Псковской области.
Расположена на левом берегу реки Утроя (левый приток Великой), в 26 км к юго-западу от центра города Остров. На противоположном берегу Утрои находится деревня Дубки.
Численность населения деревни по состоянию на 2000 год составляла 10 человек.
До 3 июня 2010 года деревня входила в состав ныне упразднённой Рубиловской волости с центром в д. Дубки.